# جورجینیو واینالدوم
جورجینیو گرگیون امیل «جینی» وِینالدوم (هلندی: Georginio Gregion Emile "Gini" Wijnaldum؛ زادهٔ ۱۱ نوامبر ۱۹۹۰) بازیکن فوتبال اهل هلند است که برای باشگاه الاتفاق عربستان بازی می‌کند.
او در فصل ۱۵–۲۰۱۴ به عنوان بهترین بازیکن لیگ فوتبال هلند انتخاب شد.

## آمار ملی

### بازی‌های ملی
تا تاریخ ۱۸ ژوئن ۲۰۲۳
| هلند  | هلند | هلند | هلند   |
| سال   | بازی | گل   | پاس گل |
| ----- | ---- | ---- | ------ |
| ۲۰۱۱  | ۲    | ۱    | ۰      |
| ۲۰۱۳  | ۱    | ۰    | ۰      |
| ۲۰۱۴  | ۱۳   | ۱    | ۱      |
| ۲۰۱۵  | ۹    | ۲    | ۰      |
| ۲۰۱۶  | ۱۱   | ۳    | ۰      |
| ۲۰۱۷  | ۹    | ۱    | ۱      |
| ۲۰۱۸  | ۸    | ۲    | ۰      |
| ۲۰۱۹  | ۹    | ۸    | ۳      |
| ۲۰۲۰  | ۸    | ۳    | ۱      |
| ۲۰۲۱  | ۱۵   | ۵    | ۳      |
| ۲۰۲۲  | ۱    | ۰    | ۰      |
| ۲۰۲۳  | ۴    | ۱    | ۰      |
| ۲۰۲۴  | ۱    | ۱    | ۰      |
| مجموع | ۹۱   | ۲۸   | ۹      |

### گل‌های ملی
| شماره | تاریخ          | میزبان     | بازی ملی | حریف       | نتیجه | رقابت                             |
| ----- | -------------- | ---------- | -------- | ---------- | ----- | --------------------------------- |
| ۱     | ۲ سپتامبر ۲۰۱۱ | آیندهوون   | ۱        | سان مارینو | ۱۱–۰  | مقدماتی جام ملت‌های اروپا ۲۰۱۲     |
| ۲     | ۱۲ ژوئیه ۲۰۱۴  | برازیلیا   | ۱۲       | برزیل      | ۳–۰   | جام جهانی ۲۰۱۴ برزیل              |
| ۳     | ۱۲ ژوئن ۲۰۱۵   | ریگا       | ۲۰       | لتونی      | ۲–۰   | مقدماتی جام ملت‌های اروپا ۲۰۱۶     |
| ۴     | ۱۰ اکتبر ۲۰۱۵  | آستانه     | ۲۳       | قزاقستان   | ۲–۱   | مقدماتی جام ملت‌های اروپا ۲۰۱۶     |
| ۵     | ۱ ژوئن ۲۰۱۶    | گدانسک     | ۲۹       | لهستان     | ۲–۱   | دوستانه                           |
| ۶     | ۴ ژوئن ۲۰۱۶    | وین        | ۳۰       | اتریش      | ۲–۰   | دوستانه                           |
| ۷     | ۱ سپتامبر ۲۰۱۶ | آیندهوون   | ۳۱       | یونان      | ۱–۲   | دوستانه                           |
| ۸     | ۹ ژوئن ۲۰۱۷    | روتردام    | ۴۰       | لوکزامبورگ | ۵–۰   | مقدماتی جام جهانی ۲۰۱۸            |
| ۹     | ۱۳ اکتبر ۲۰۱۸  | آمستردام   | ۵۱       | آلمان      | ۳–۰   | لیگ ملت‌های اروپا ۱۹–۲۰۱۸          |
| ۱۰    | ۱۶ نوامبر ۲۰۱۸ | روتردام    | ۵۲       | فرانسه     | ۲–۰   | لیگ ملت‌های اروپا ۱۹–۲۰۱۸          |
| ۱۱    | ۲۱ مارس ۲۰۱۹   | روتردام    | ۵۴       | بلاروس     | ۴–۰   | مقدماتی جام ملت‌های اروپا ۲۰۲۰     |
| ۱۲    | ۶ سپتامبر ۲۰۱۹ | هامبورگ    | ۵۸       | آلمان      | ۴–۲   | مقدماتی جام ملت‌های اروپا ۲۰۲۰     |
| ۱۳    | ۹ سپتامبر ۲۰۱۹ | تالین      | ۵۹       | استونی     | ۴–۰   | مقدماتی جام ملت‌های اروپا ۲۰۲۰     |
| ۱۴    | ۱۳ اکتبر ۲۰۱۹  | مینسک      | ۶۱       | بلاروس     | ۲–۱   | مقدماتی جام ملت‌های اروپا ۲۰۲۰     |
| ۱۵    | ۱۳ اکتبر ۲۰۱۹  | مینسک      | ۶۱       | بلاروس     | ۲–۱   | مقدماتی جام ملت‌های اروپا ۲۰۲۰     |
| ۱۶    | ۱۹ نوامبر ۲۰۱۹ | آمستردام   | ۶۲       | استونی     | ۵–۰   | مقدماتی جام ملت‌های اروپا ۲۰۲۰     |
| ۱۷    | ۱۹ نوامبر ۲۰۱۹ | آمستردام   | ۶۲       | استونی     | ۵–۰   | مقدماتی جام ملت‌های اروپا ۲۰۲۰     |
| ۱۸    | ۱۹ نوامبر ۲۰۱۹ | آمستردام   | ۶۲       | استونی     | ۵–۰   | مقدماتی جام ملت‌های اروپا ۲۰۲۰     |
| ۱۹    | ۱۵ نوامبر ۲۰۲۰ | آمستردام   | ۶۹       | بوسنی      | ۳–۱   | لیگ ملت‌های اروپا ۲۱–۲۰۲۰          |
| ۲۰    | ۱۵ نوامبر ۲۰۲۰ | آمستردام   | ۶۹       | بوسنی      | ۳–۱   | لیگ ملت‌های اروپا ۲۱–۲۰۲۰          |
| ۲۱    | ۱۸ نوامبر ۲۰۲۰ | خوژوف      | ۷۰       | لهستان     | ۲–۱   | لیگ ملت‌های اروپا ۲۱–۲۰۲۰          |
| ۲۲    | ۳۰ مارس ۲۰۲۱   | جبل الطارق | ۷۳       | جبل طارق   | ۷–۰   | مقدماتی جام جهانی ۲۰۲۲            |
| ۲۳    | ۱۳ ژوئن ۲۰۲۱   | آمستردام   | ۷۶       | اوکراین    | ۳–۲   | جام ملت‌های اروپا ۲۰۲۰             |
| ۲۴    | ۲۱ ژوئن ۲۰۲۱   | آمستردام   | ۷۸       | مقدونیه    | ۳–۰   | جام ملت‌های اروپا ۲۰۲۰             |
| ۲۵    | ۲۱ ژوئن ۲۰۲۱   | آمستردام   | ۷۸       | مقدونیه    | ۳–۰   | جام ملت‌های اروپا ۲۰۲۰             |
| ۲۶    | ۴ سپتامبر ۲۰۲۱ | آیندهوون   | ۸۱       | مونته‌نگرو  | ۴–۰   | مقدماتی جام جهانی ۲۰۲۲            |
| ۲۷    | ۱۸ ژوئن ۲۰۲۳   | انسخده     | ۹۰       | ایتالیا    | ۲–۳   | مرحله نهایی لیگ ملت‌های اروپا ۲۰۲۳ |

## افتخارات
- فاینوورد: جام حذفی فوتبال هلند ۲۰۰۷–۲۰۰۸
- پی اس وی آیندهوون:لیگ فوتبال هلند ۲۰۱۴–۲۰۱۵
- جام حذفی فوتبال هلند ۲۰۱۴–۲۰۱۵
- جام یوهان کرایف ۲۰۱۲
- لیورپول: لیگ جزیره ۲۰۱۹–۲۰۲۰
- لیگ قهرمانان اروپا ۲۰۱۸–۲۰۱۹
- سوپر جام اروپا ۲۰۱۹
- جام باشگاه‌های جهان ۲۰۱۹
- نایب قهرمان لیگ قهرمانان اروپا ۲۰۱۸–۲۰۱۷
- تیم ملی فوتبال هلند:
- مقام سوم جام جهانی ۲۰۱۴
- نایب قهرمان لیگ ملت‌های اروپا ۲۰۱۹